# 函館大谷短期大学
函館大谷短期大学（はこだておおたにたんきだいがく、英語: Hakodate Ohtani College）は、北海道函館市鍛治1-2-3に本部を置く日本の私立大学。1888年創立、1963年大学設置。大学の略称は谷短。

## 概観

### 大学全体
- 北海道函館市に所在する日本の私立短期大学で、設置主体は学校法人函館大谷学園。
- 1963年に函館大谷女子短期大学として開学[1]。当初は家政系の学科のみだったが[2]、1981年度より保育系の学科を増設。
- 2002年度より男女共学となる。

### 建学の精神（校訓・理念・学是）
- 右記資料を参照のこと[3]。

### 教育および研究
- 函館大谷短期大学には、こども学科とコミュニティ総合学科がある。保育者を養成するこども学科では、併設の短大附属幼稚園での教育実習が取り入れられている。旧来の家政、生活科学系の学科は、改組されて現在はビジネス情報学科として、情報処理士、秘書士の資格取得に向けた教育が行われるようになっている。

### 学風および特色
- 函館大谷短期大学は仏教系の短大であることから、「報恩講」といった宗教的行事が実施されているところに特色がある。

## 沿革
- 1888年
  - 六和女学校として開校。
- 1902年
  - 函館大谷女学校に改組。
- 1923年
  - 函館大谷高等女学校と改称。
- 1951年
  - 2月22日 学校法人函館大谷学園が誕生[4]。
- 1963年
  - 1月21日 左記を以て文部省[注 2]より短期大学の設置が認可される[5]。
  - 4月1日 函館大谷女子短期大学（はこだておおたにじょしたんきだいがく 英語:Hakodate Otani Women's Junior College[注釈 1]）として以下の学科体制にて開学[6]。
    - 家政科 入学定員40名

  - 5月1日 学生数[7]/定員
    - 家政科 43[注釈 2]/40
- 1967年
  - 4月1日 家政科の入学定員を40→80に増員[注 3]
  - 5月1日 学生数[11]/定員
    - 家政科 147[注釈 2]/120
- 1981年
  - 4月1日 以下の学科を増設[注釈 3]。
    - 幼児教育科
      - 第一部  入学定員50名[注釈 4]
      - 第二部 入学定員20名[注釈 4]

  - 同 家政科の入学定員を80→40[注釈 4]に減員[注釈 3]
  - 5月1日 学生数[14]/定員
    - 家政科 113[注釈 2]/120
    - 幼児教育科 98[注 4]/70[注 5]
- 1982年
  - 5月1日 学生数[15]/定員
    - 家政科 80[注釈 2]/80
    - 幼児教育科
      - 第一部 172[注釈 2]/100
      - 第二部 52[注釈 2]/40
- 1984年
  - 4月1日 以下の学科については、この年度で学生募集を最終とする[注 6]。
    - 幼児教育科第二部

  - 5月1日 学生数[18]/定員
    - 家政科 66[注釈 2]/80
    - 幼児教育科
      - 第一部 173[注釈 2]/100
      - 第二部 11[注釈 2]/60
- 1985年
  - 5月1日 学生数[19]/定員
    - 家政科 62[注釈 2]/80
    - 幼児教育科
      - 第一部 140[注釈 2]/100
      - 第二部 -[注釈 2]/40
- 1986年
  - 5月1日 学生数[20]/定員
    - 家政科 83[注釈 2]/80
    - 幼児教育科
      - 第一部 129[注釈 2]/100
      - 第二部 -[注 7]/20
- 1987年
  - 4月1日 家政科を生活科学科に改称[21]。
  - 5月1日 学生数[22]/定員
    - 生活科学科 107[注釈 2]/80
    - 幼児教育科 142[注釈 2]/100
- 1989年
  - 4月1日 専攻科の設置が認められ、以下の課程を設ける[23]。
    - 福祉専攻 入学定員25名
- 1992年
  - 3月31日 以下の学科・専攻については左記をもって正式に廃止とする[24]。
    - 幼児教育科第二部

  - 4月1日 幼児教育科第一部を幼児教育科に改称[24]。
  - 5月1日 学生数[注 8]/定員
    - 生活科学科 132[注釈 2]/80
    - 幼児教育科 290[注釈 2]/100
- 1999年
  - 5月1日 学生数[27]/定員
    - 生活科学科 74[注釈 2]/80
    - 幼児教育科 180[注釈 2]/100
- 2002年
  - 4月1日 男子学生の募集を開始し、函館大谷短期大学と改称、[28]。
- 2004年
  - 4月1日 この年度の入学生より、生活科学科を以下の学科に改組される[29]。
    - コミュニティ総合学科
- 2005年
  - 4月1日 以下の学科については左記をもって正式に廃止とする[30]。
    - 生活科学科
- 2006年
  - 4月1日 幼児教育科をこども学科に改称、なおかつ入学定員を50→70に増員[31]。
- 2020年
  - 3月31日 以下については左記をもって正式に廃止とする[32]。
    - 専攻科福祉専攻
- 2021年
  - 6月 こども学科の入学定員を70→50に減員[33]
- 2024年
  - 4月1日 コミュニティ総合学科をビジネス情報学科に改組される[34]。

## 基礎データ

### 所在地
- 北海道函館市鍛治1-2-3

### 交通アクセス
- JR函館本線函館駅下車。同駅よりバスで｢五稜郭公園裏｣バス停留所で下車。そこから5分程度は歩くことになる。

### 象徴
- 右記資料も参照のこと[注 9]

## 教育および研究

### 組織

#### 学科
- こども学科 入学定員50名
- コミュニティ総合学科→ビジネス情報学科 入学定員40名

学科の変遷
- 家政科→生活科学科→コミュニティ総合学科→ビジネス情報学科
- 幼児教育科
  - 第一部→こども学科
  - 第二部 入学定員20名[注 10]

#### 専攻科
- 福祉専攻[注 11]。

#### 別科
- なし

##### 取得資格について
資格
- 保育士：こども学科にて設置されている。
- 介護福祉士：専攻科福祉専攻にて設置されていた。
- かつて、コミュニティ総合学科の起源となっている家政科には栄養士資格が設けられていた[40]。
- 情報処理士（卒業時取得）
- 秘書士（卒業時取得）

教職課程
- 幼稚園教諭二種免許状：こども学科にて設置されている[注 12]
- 中学校教諭二級免許状(家庭)が、コミュニティ総合学科の前身である家政科の生活教養コースに1988年度入学生までを対象に設置されていた[注 13]

### 研究
- 『函館大谷女子短期大学紀要』[注釈 1]
- 『函館大谷短期大学紀要』[43]

## 学生生活

### 部活動・クラブ活動・サークル活動
- 函館大谷短期大学のクラブ活動には陸上競技・柔道・スキー・卓球・バドミントン・華道などがある[44]。

### 学園祭
- 函館大谷短期大学の学園祭は｢谷短祭｣と呼ばれ、毎年概ね10月に行なわれる[45]。

## 大学関係者と出身者

### 教職員
- 福島豪：元講師 現学者兼タレント

### 出身者
- 宇江佐真理：小説家
- YUKI：ヴォーカリスト、元JUDY AND MARY

## 施設

### キャンパス
- 図書館：所蔵数はおよそ27,600冊
- ML実習室
- 学生ホール
- インターネット実習室
- 学生食堂
- 体育館
- 函館大谷学園多目的ホール

## 卒業後の進路について

### 編入学・進学実績
- 系列の大谷大学への編入学制度があるが、それ以外の実績としては北海道教育大学・山形大学・藤女子大学・北翔大学・東北福祉大学・追手門学院大学などがある。